# Rochinha
Diogo Filipe Costa Rocha (Espinho, 3 mei 1995), beter bekend als Rochinha, is een Portugese voetballer. Hij is een aanvallende middenvelder die sinds 2019 onder contract staat bij Vitória SC.

## Carrière

### Jeugd
Rochinha voetbalde in zijn jeugdjaren voor onder meer FC Porto, Boavista en Benfica. In het seizoen 2013/14 nam hij met Benfica onder 19 jaar deel aan de UEFA Youth League. Hij scoorde zes keer tijdens het prestigieuze jeugdtoernooi en bereikte ook de finale met Benfica. Daarin verloor de Portugese club met 0-3 van FC Barcelona.

### Bolton Wanderers
In het seizoen 2014/15 maakte de aanvallende middenvelder de overstap naar Benfica B. Op 26 januari 2015 werd hij voor een half jaar uitgeleend aan de Engelse tweedeklasser Bolton Wanderers. Onder coach Neil Lennon mocht hij in The Championship vier keer in de basis starten.

### Standard Luik
Op 30 juli 2015 tekende de Rochinha een contract voor drie seizoenen bij Standard Luik.

## Statistieken
| Seizoen | Club               | Land              | Competitie         | Competitie | Competitie | Beker | Beker | Europees | Europees | Overige | Overige | Totaal | Totaal |
| Seizoen | Club               | Land              | Competitie         | Wed.       | Dlp.       | Wed.  | Dlp.  | Wed.     | Dlp.     | Wed.    | Dlp.    | Wed.   | Dlp.   |
| ------- | ------------------ | ----------------- | ------------------ | ---------- | ---------- | ----- | ----- | -------- | -------- | ------- | ------- | ------ | ------ |
| 2014/15 | Benfica B          | Vlag van Portugal | Segunda Liga       | 4          | 0          | 0     | 0     | —        | —        | —       | —       | 4      | 0      |
| 2014/15 | → Bolton Wanderers | Vlag van Engeland | Championship       | 4          | 0          | 0     | 0     | —        | —        | —       | —       | 4      | 0      |
| 2015/16 | Standard Luik      | Vlag van België   | Jupiler Pro League | 2          | 0          | 1     | 0     | 0        | 0        | —       | —       | 3      | 0      |
| 2016/17 | Boavista FC        | Vlag van Portugal | Primeira Liga      | 8          | 0          | 0     | 0     | —        | —        | —       | —       | 8      | 0      |
| 2017/18 | Boavista FC        | Vlag van Portugal | Primeira Liga      | 27         | 2          | 2     | 0     | —        | —        | —       | —       | 29     | 2      |
| 2018/19 | Boavista FC        | Vlag van Portugal | Primeira Liga      | 16         | 1          | 4     | 0     | —        | —        | —       | —       | 20     | 1      |
| 2018/19 | Vitória SC         | Vlag van Portugal | Primeira Liga      | 12         | 2          | 0     | 0     | —        | —        | —       | —       | 12     | 2      |
| TOTAAL  | TOTAAL             | TOTAAL            | TOTAAL             | 73         | 5          | 7     | 0     | 0        | 0        | 0       | 0       | 80     | 5      |

## Erelijst
Standard Luik
| Nationaal        |    |      |
| Beker van België | 1x | 2016 |